# Viala-du-Pas-de-Jaux
Viala-du-Pas-de-Jaux – miejscowość i gmina we Francji, w regionie Oksytania, w departamencie Aveyron. W 2013 roku jej populacja wynosiła 97 mieszkańców. Gmina położona jest na terenie Parku Regionalnego Grands Causses. 